# Barbadische Badmintonnationalmannschaft
Die barbadische Badmintonnationalmannschaft repräsentiert Barbados in internationalen Badmintonwettbewerben. Es gibt separate Nationalmannschaften für Junioren, Damen, Herren und gemischte Teams. Das Nationalteam repräsentiert die Barbados Badminton Association.

## Panamerikameisterschaften
Herrenteam
| Jahr | Resultat     |
| ---- | ------------ |
| 2012 | Gruppenphase |
| 2018 | 6.           |

Damenteam
| Jahr | Resultat     |
| ---- | ------------ |
| 2012 | Gruppenphase |

Gemischtes Team
| Jahr | Resultat |
| ---- | -------- |
| 2009 | 6.       |

## Commonwealth Games
Gemischtes Team
| Jahr | Resultat     |
| ---- | ------------ |
| 2010 | Gruppenphase |
| 2014 | Gruppenphase |
| 2018 | Gruppenphase |
| 2022 | Gruppenphase |

## Nationalspieler
Herren
- Kennie Maarten King
- Shae Martin
- Ziyad Mehter

Frauen
- Tamisha Williams
- Sabrina Scott
- Eboni Atherley